# StoneLoops! of Jurassica
StoneLoops! of Jurasica is een 2D bubbleshooterspel van Codeminion uitgebracht in 2008 voor Microsoft Windows en Apple Macintosh. Later verscheen nog een versie voor iPhone.

## StoneLoop
In het spel is een StoneLoop een aaneenschakeling van gekleurde ballen voortgeduwd door een slakachtig wezen. Het aantal ballen in de StoneLoop is variabel en elke StoneLoop bestaat uit ballen van ten minste twee verschillende kleuren. In totaal zijn er zeven kleuren: lichtzilver, donkerzilver, blauw, groen, rood, paars en geel. Binnen een StoneLoop heeft elke kleur zijn eigen magnetisch veld waardoor ballen van eenzelfde kleur elkaar aantrekken.

## Spelbesturing
Elk level bestaat uit een of meerdere bochtige parcours waarin slakachtige wezens een StoneLoop voortduwen van een begin- tot eindpunt. Onderaan staat een collector die de speler horizontaal over het scherm kan bewegen. Met de collector kan de speler een bal uit een StoneLoop halen om deze vervolgens terug af te schieten naar een andere plaats. Wanneer door een actie van de speler minstens drie ballen met eenzelfde kleur naast elkaar komen, verdwijnen deze ballen uit de StoneLoop. Bovenaan het speelveld staat een volgbalk die aanduidt hoever men in het level zit. Zolang die volgbalk niet volledig gevuld is, zullen er op regelmatige tijdstippen nieuwe StoneLoops verschijnen. Een level is met succes beëindigd wanneer de volgbalk vol is en er op het speelveld geen enkele combinatie meer mogelijk is. De speler verliest het level zodra een StoneLoop het eindpunt heeft bereikt. Het spel wordt na elk level automatisch bewaard zodat de speler telkens kan verder spelen vanaf het level dat hij als laatste niet heeft uitgespeeld.
Wanneer een StoneLoop bestaat uit 5 rode ballen, 1 gele bal, 3 rode ballen en 1 groene bal en de speler neemt de gele bal uit de reeks, dan zullen de 3 rode en de groene bal automatisch worden aangetrokken door de eerste 5 rode ballen zodat het geheel terug uit 1 StoneLoop bestaat. Omdat de speler met deze actie er ook voor heeft gezorgd dat er minstens 3 ballen van eenzelfde kleur naast elkaar komen, zullen de 8 rode ballen verdwijnen en blijven enkel de gele en groene bal over.
Donkerzilvere ballen kunnen niet door de collector uit een StoneLoop worden gehaald. Deze zullen elkaar ook niet opheffen wanneer ze met minstens drie naast elkaar komen te liggen. Zulke ballen worden wel automatisch vernietigd wanneer deze als enige overblijven in de StoneLoop en er nergens voor de eerste donkerzilvere bal nog een bal van andere kleur is. Met de bonusitems is het ook mogelijk om deze ballen te vernietigen. De slak wordt vernietigd wanneer er voor hem geen bal meer is (tenzij een donkerzilvere die elkaar dan opheffen).

### Bonusitems
Regelmatig verschijnen er bonusitems voor tijdelijke extra functionaliteit:
- Voortgang: de volgbalk gaat extra vooruit
- Stop: Alle slakken blijven enkele seconden stilstaan
- Speer: De aangeklikte bal wordt vernietigd
- Vuurbal: De speler kan een bepaald gebied aanduiden waarin alle ballen zullen ontploffen
- Bliksemschicht: Vanuit de collector vertrekt een verticale bliksem. Alle ballen die in het bereik van deze verticale lijn liggen, worden vernietigd.
- Multibal: In de collector komt automatisch een speciaal gekleurde bal. Na afschieten krijgt deze dezelfde kleur als de bal die wordt geraakt.
- Kleurenwolk: De speler kan een bepaald gebied aanduiden waarin alle ballen dezelfde kleur krijgen als degene die momenteel in de collector zit.
- Vallende ster: Op random plaatsen gebeuren er ontploffingen. Alle ballen in het bereik van de ontploffing worden vernietigd.
- Pterosauriër: De pterosauriër vernietigt de eerste tien ballen van het speelveld

## Bonuslevel
In de bonusronde loopt in het midden van het speelveld een oneindige StoneLoop. Op diverse plaatsen op het scherm verschijnen stenen in een bepaalde kleur met daarop een bonusitem (speer, bom of kleur). De speler dient uit de StoneLoop eenzelfde kleur van bal te nemen en deze af te vuren op de steen. Als dit correct is, heeft men een punt voor dat bepaalde bonusitem. Per drie punten men heeft voor een bonusitem, krijgt men dit bonusitem bij start van het volgende level. Deze bonusitems dienen bij start van dat level onmiddellijk gebruikt te worden en dit in de volgorde speer - bom - kleur.

## Jurassica
Het spel speelt zich af in de prehistorie. Regelmatig verschijnen er dan ook dinosauriërs of andere prehistorische wezens die verder geen invloed hebben op het verloop van het spel. Ook liggen op het speelbord nog diverse schedels en skeletten ter decoratie. Enkel het bonusitem pterosauriër heeft een actieve invloed.

## Spelmodi
Het spel kan in drie modi gespeeld worden:
- Klassiek: het spel bestaat in totaal uit vijf area's (jungle, woestijn, gletsjer, moeras en vulkaan). Elke area bestaat uit vijftien levels zodat er in totaal 75 levels zijn. Regelmatig start een bonusronde. StoneLoops verschijnen zoals uitgelegd in de sectie Spelbesturing.
- Strategie: In deze modus duwen de slakken de StoneLoop niet automatisch vooruit. Dit gebeurt enkel wanneer de gebruiker op de spatietoets (of rechtermuisknop) drukt.
- Survival: In deze modus kan de gebruiker eender welk level selecteren. Eenmaal het spel start, ontbreekt de voortgangbalk. De speler blijft dus het gehele spel in dit level. De StoneLoops zullen elkaar sneller en sneller opvolgen.

In elke modus kan men nog kiezen uit vier moeilijkheidsgraden: makkelijk, normaal, uitdaging en grootmeester.

## iPhone
Codeminion bracht het spel ook uit voor iPhone via de Apple AppStore. Echter was ontwikkelaar MumboJumbo van mening dat het spel te veel elementen bevatte van spellen uit hun eigen franchise. MumboJumbo diende een klacht in die door Apple positief werd bevonden. Sindsdien is Stoneloopers! of Jurassica niet meer beschikbaar voor iPhone.

## Ontvangst
Hoewel StoneLoopers! of Jurassica een zoveelste bubbleshooter is, werd het positief onthaald omdat er toch een aantal nieuwigheden zijn.  Gamezebo gaf het spel een score van 4.5 op 5. GameSpot gaf een score 4/5.